# Isaszeg

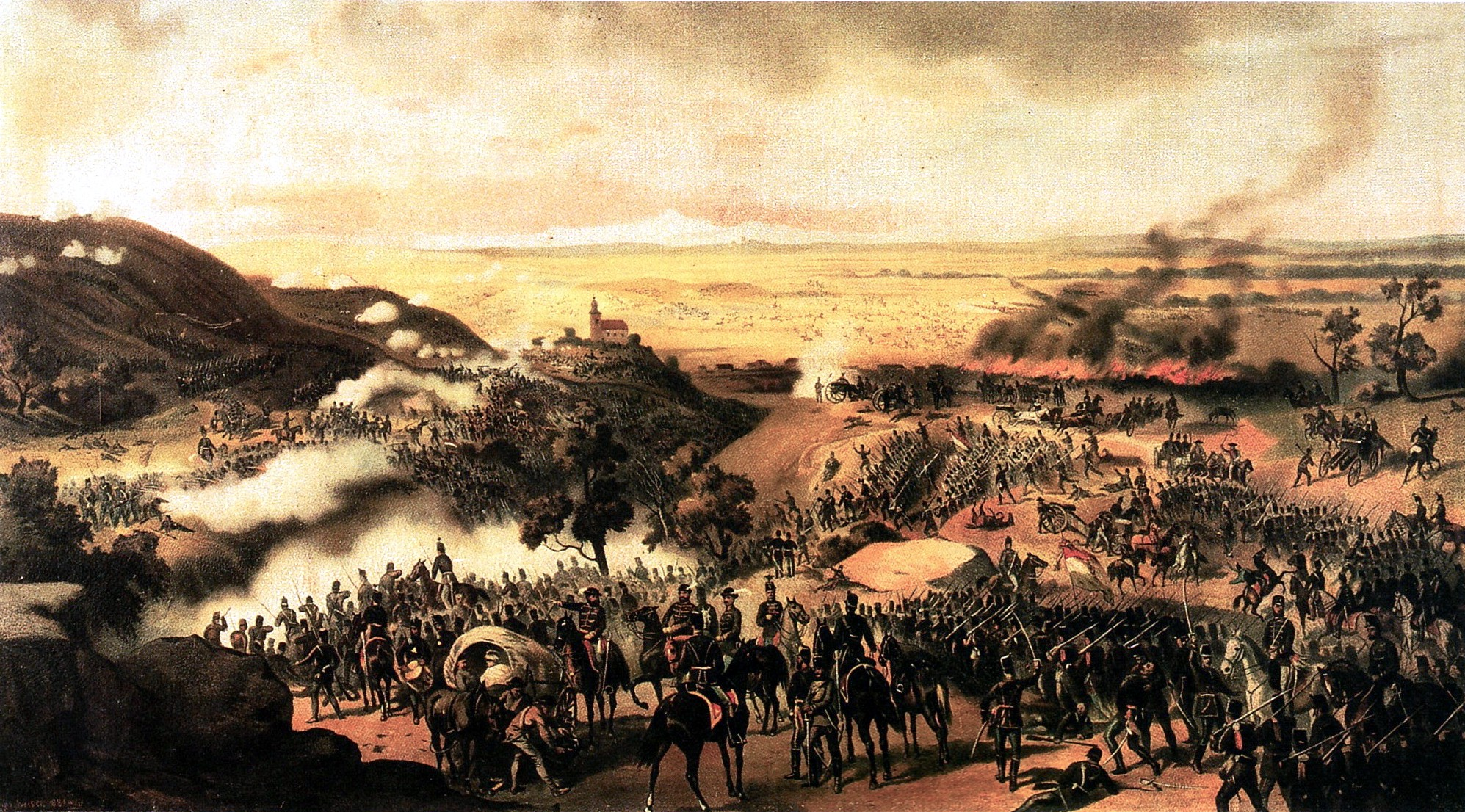
Obraz bitvy u Isaszegu v roce 1849

Isaszeg [išaseg] (slovensky Išaseg) je město v Maďarsku v župě Pest, spadající pod okres Gödöllő. Nachází se asi 10 km severovýchodně od Budapešti. V roce 2015 zde žilo 11 250 obyvatel, z nichž jsou 86,9 % Maďaři.
Město je významné tím, že se u něj udály dvě bitvy. Jedna se udála v roce 1265 a druhá v roce 1849.
Isaszeg sousedí s městy Gödöllő, Kerepes, Kistarcsa a Pécel. Poblíže jsou též obce Dány a Nagytarcsa.

## Historie
Město je poprvé připomínáno v roce 1274 jako Ilsuazg. Někteří historici vysvětlují jeho název staroslovanským slovním spojením irsa/irswa a maďarským zug, szeglet, jiní se domnívají, že vychází z maďarského rodového jména. Archeologické nálezy dokazují, že oblast byla osídlena již v době bronzové. Dnešní starý kostel byl postaven ve 12. století a dnes je chráněnou kulturní památkou. V roce 1529 se stal majetkem rodiny Báthoriů. V důsledku morové epidemie v roce 1536 a nájezdů Turků  v podobné době se počet obyvatel značně snížil. Po celé období turecké okupace Uherska zde žilo jen velmi málo lidí. V roce 1690 sem přišli němečtí osadníci. Od roku 1723 se obec stala majetkem Antala Grassalkoviche, který zde usadil kolonisty ze Slovany obývaných částí tehdejších Uher, např. Slováky, ale přišli sem i někteří Srbové. Po dlouhou dobu se zde udržel mezi místními slovenský jazyk.
Sándor Petőfi navštívil tuto oblast několikrát v letech 1845-1848.
Den vítězné bitvy u Isaszegu 6. dubna 1849 byl vyhlášen místním svátkem. Na jeho místě, ležícím západně od města, stojí památník. Současná radnice byla postavena roku 1905, kostel sv. Štěpána (římskokatolický) byl dokončen roku 1937. Obecní muzeum bylo otevřeno roku 1967. Titul města získal Isaszeg v roce 2008.

## Doprava
Do města směřuje železniční trať z Budapešti do Gödöllő, která má význam hlavně pro příměstskou dopravu. Dálnice M31 západně od města je nejbližší komunikací tohoto typu k Isaszegu.